# Varnenskij rajon
Il Varnenskij rajon (in russo Варненский район?) è un rajon dell'oblast' di Čeljabinsk, nella Siberia occidentale. Istituito nel 1926, il suo capoluogo è il villaggio di Varna.